# هورالعظیم
هورالعظیم؛ یک تالاب و منطقهٔ حفاظت‌شده، با مساحت ۱۲۰٬۳۰۳ هکتار است که در استان خوزستان در ایران قرار دارد. این منطقهٔ حفاظت‌شده طبق مصوبهٔ شمارهٔ ۳۳۶ در تاریخ ۴ مرداد ۱۳۹۰ در فهرست مناطق تحت حفاظت سازمان حمایت محیط زیست ایران قرار گرفت.

## مشخصات
تالاب هورالعظیم در غرب استان خوزستان، در انتهای رود کرخه، در منطقه مرزی دشت آزادگان واقع شده است. این تالاب که بزرگ‌ترین تالاب مرزی ایران در مرز ایران و عراق است، یک سوم پهنه‌اش در ایران و دو سوم آن در عراق واقع شده است. تالاب هورالعظیم از غرب به‌وسیله رود دجله و از شرق توسط جلگه همواری در خاک ایران احاطه شده است. تالاب در خاک عراق، از جنوب تا کنار دجله و از شمال تا چند کیلومتری شهر عماره در کنار دجله ادامه دارد و در ایران، شهرهای بستان، سوسنگرد و هویزه در کنار این هور قرار دارند. رفیع، نزدیک‌ترین شهر به هورالعظیم، در فاصله تقریباً ۵ کیلومتری از تالاب قرار دارد که مرکز بخش میسان است.

## راه‌های دسترسی
راه‌های دسترسی به منطقه، شامل: راه آسفالته، سوسنگرد، بستان، چذابه، راه آسفالته هویزه رفیع، راه شنی، نظامی پاسگاه‌های طبر، شط علی و راه آسفالته اهواز، جاده سید خلف به طلائیه می‌باشند.

## ساکنان منطقه

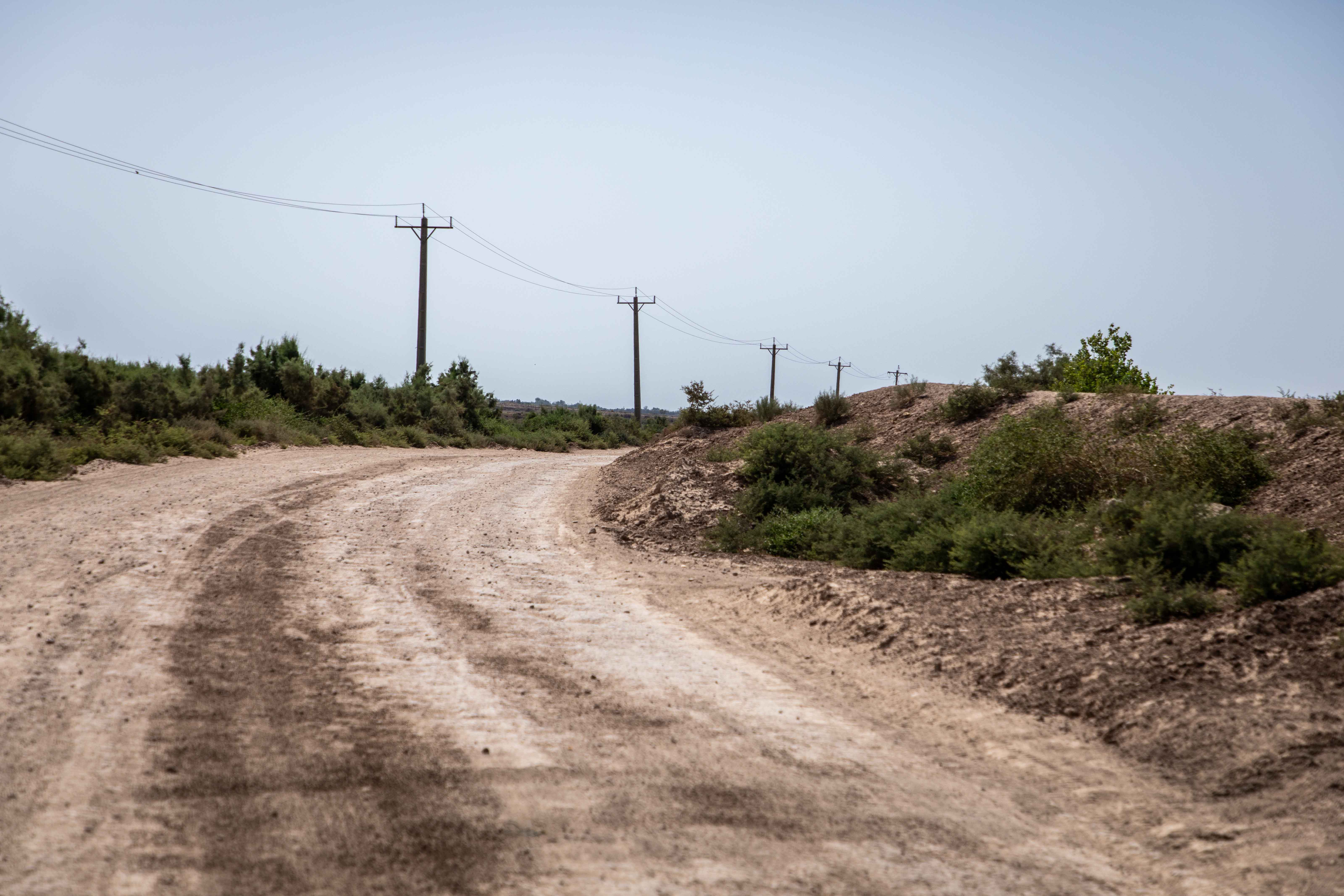

حاشیه‌نشینان این تالاب اکثراً از طوایف السواری بیت اعواژه و بیت نصر و سادات البوگدیمی و السواعد و البعبید و الحیادر که از مردمان عرب ایران و عراق می‌باشند، تا پیش از وقوع جنگ ایران و عراق، در ده‌ها روستا و آبادی حاشیهٔ تالاب، با استفاده از این تالاب و نیز از آبزیان آن، اقتصاد خانواده‌های خویش را تأمین می‌کردند. تا پیش از جنگ ایران و عراق، حدود ۵۵ سکونتگاه انسانی در محدوده تالاب وجود داشته است. میان سال‌های ۱۹۹۰ تا ۱۹۹۲، دولت صدام حسین، تلاش کرد تا این تالاب را خشک نماید، چون تصور می‌کرد گروه‌های مسلح مخالف حزب بعث، در این محل زندگی می‌کنند. بیشتر ساکنان این منطقه که عمدتاً شیعیان بودند، پس از خشک شدن این منطقه، به شهرها نقل مکان کردند تا سال ۲۰۰۳ و سقوط صدام که آب دوباره به این منطقه باز شد، بیشتر از ۹۰ درصد تالاب خشک شده بود. در حال حاضر تنها ۲۴ روستا و ۲ شهر (رفیع و بستان) در این محدوده دیده می‌شوند که در مجموع ۱۰٫۹۸۵ نفر جمعیت دارند؛ آماری که نشان‌دهنده تراکم پایین جمعیتی در این محدوده است (در حدود ۰٫۱ نفر در هر هکتار)؛ جمعیتی که غالباً عرب شیعه خوزستان‌ هستند.

## روستاهای مجاور
تقریباً تمام روستاهای مجاور تالاب بجز شهر رفیع، به‌طور کلی از بین رفته‌اند. از جملهٔ این روستاهای از میان رفته می‌توان: دبیه، حسچه، لولیه، عمه، کسر، مچریه، محیّره، سیّدیّه، ابوچلاچ، مشیمشیّه، جرایه، طبر، شط علی، زهیریِه، برگه، و برص را نام برد.

## آثار تاریخی
در دوران جنگ ایران و عراق شهرستان دشت آزادگان متحمل خسارات سنگینی گردید و تقریباً به‌طور کامل ویران گردید. این منطقه در طول حیات خود شاهد فراز و نشیب‌های فراوانی بوده به‌طوری‌که از تاریخ کهن آن آثاری باقی نمانده است. مناطق عملیاتی دهلاویه، هویزه و چذابه، جفیر، طلائیه از جمله جاذبه‌های گردشگری این منطقه می‌باشند.

## رودخانه‌های تأمین کننده آب تالاب
آب این تالاب توسط رودخانه‌های اطراف آن تأمین می‌شود.
رودخانه کرخه: پس از عبور از کنار شوش و پیمودن کوت الهواشی به‌سوی غرب جریان می‌یابد و در مجاورت سوسنگرد با عرض ۱۰۰ و عمق ۲ متر برای استفاده کشاورزی به‌سوی بستان راه می‌جوید؛ سپس وارد هورالعظیم می‌شود.
رود دجله (تیگیرس): قسمتی از آب رود دجله در مقابل عماره، وارد هور می‌شود و حتی در جناح خود نیز «هورالحمار» را به وجود می‌آورد.
رودخانه دویرج: پس از عبور از مرز، در نهایت وارد هور می‌شود.

## اقتصاد محلی
هورالعظیم که ساکنان عرب‌زبانش، آن را هورالهویزه می‌نامند، روزگاری به‌خاطر ثروتش کویت کوچک نامیده می‌شد؛ ماهیگیری، پرورش گاومیش، شکار پرندگان، بوریابافی، ساخت قایق و… مشاغلی بودند که زندگی مرفهی را به ساکنان هور می‌بخشید و صدها روستا -در امتداد هور- از آن امرار معاش می‌کردند. در سال‌های اخیر با خشک شدن تالاب، به‌دلیل نرسیدن حقابه لازم برای احیای آن، کسب‌وکار بومی مردم منطقه به‌شدت تحت تأثیر قرار گرفته است.

### بوریابافی

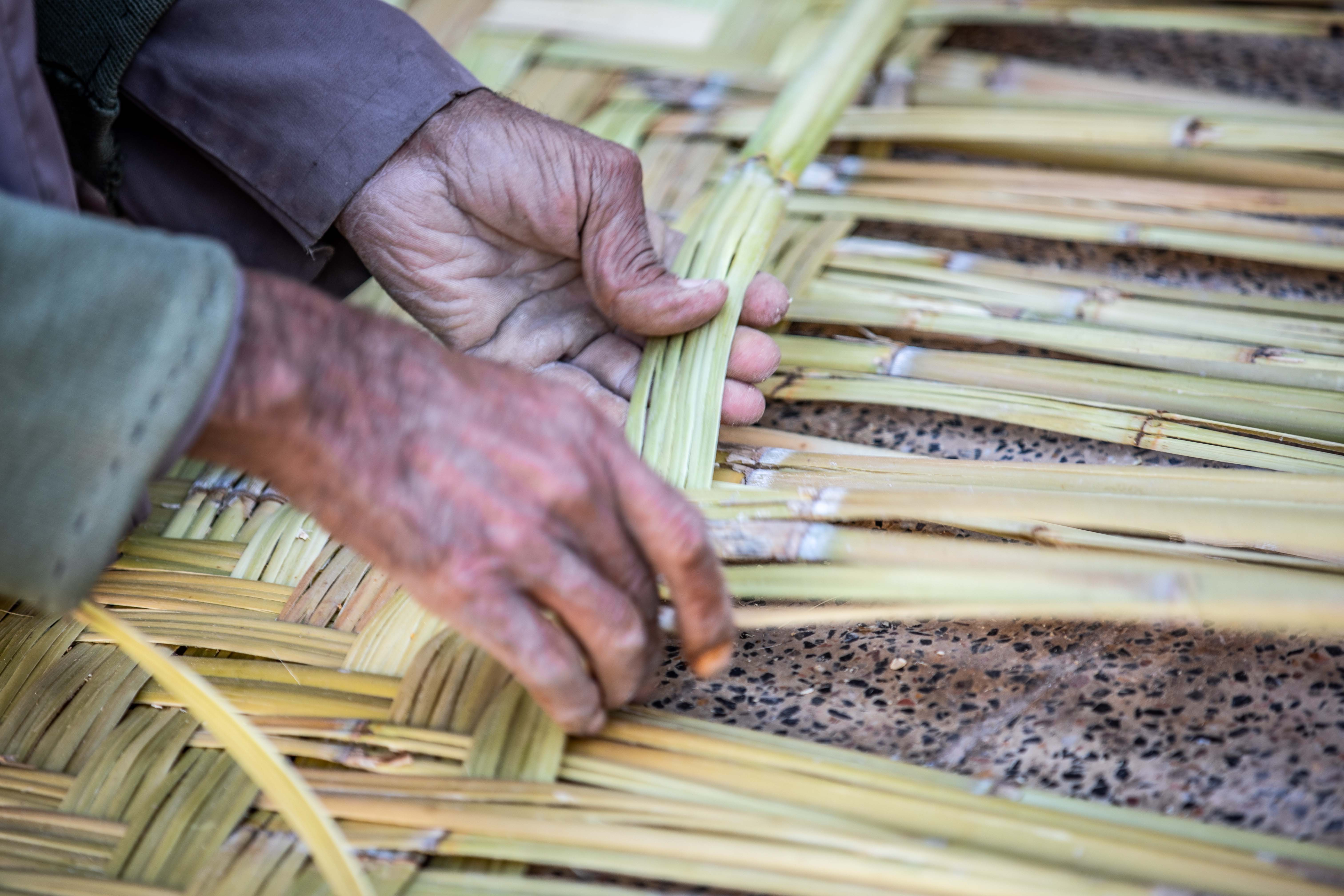
بوریا بافی

از مهم‌ترین فعالیت‌های اقتصادی و صنایع دستی در منطقه بوریابافی‌ست. این فعالیت از نظر فرهنگی نیز بسیار ارزشمند است زیرا با حفظ و انتقال طرح‌ها و الگوهای قدیمی، فرهنگ و هنر محلی را حفظ می‌کند. بسیاری از خانواده‌ها در این منطقه از این صنعت دستی به‌عنوان منبع اصلی درآمد خود استفاده می‌کنند؛ آمار نشان می‌دهد که بیش از ۶۰ درصد بوریابافان کشور در این منطقه ساکن‌اند و درآمد آنها به عنوان تولیدکنندگان بوریابافی به حفظ اقتصاد منطقه کمک می‌کند. با این حال، بوریابافی نیز در منطقه تالاب هورالعظیم با چالش‌هایی روبروست؛ کاهش منابع آبی و تغییرات اقلیمی باعث کاهش تولید و کیفیت دستبافت‌ها شده است. علاوه بر این، رقابت با فرش‌ها و محصولات صنعتی تولیدشده در سایر مناطق نیز چالش‌هایی را برای بازار فروش بوریا ایجاد کرده است.

### دامداری

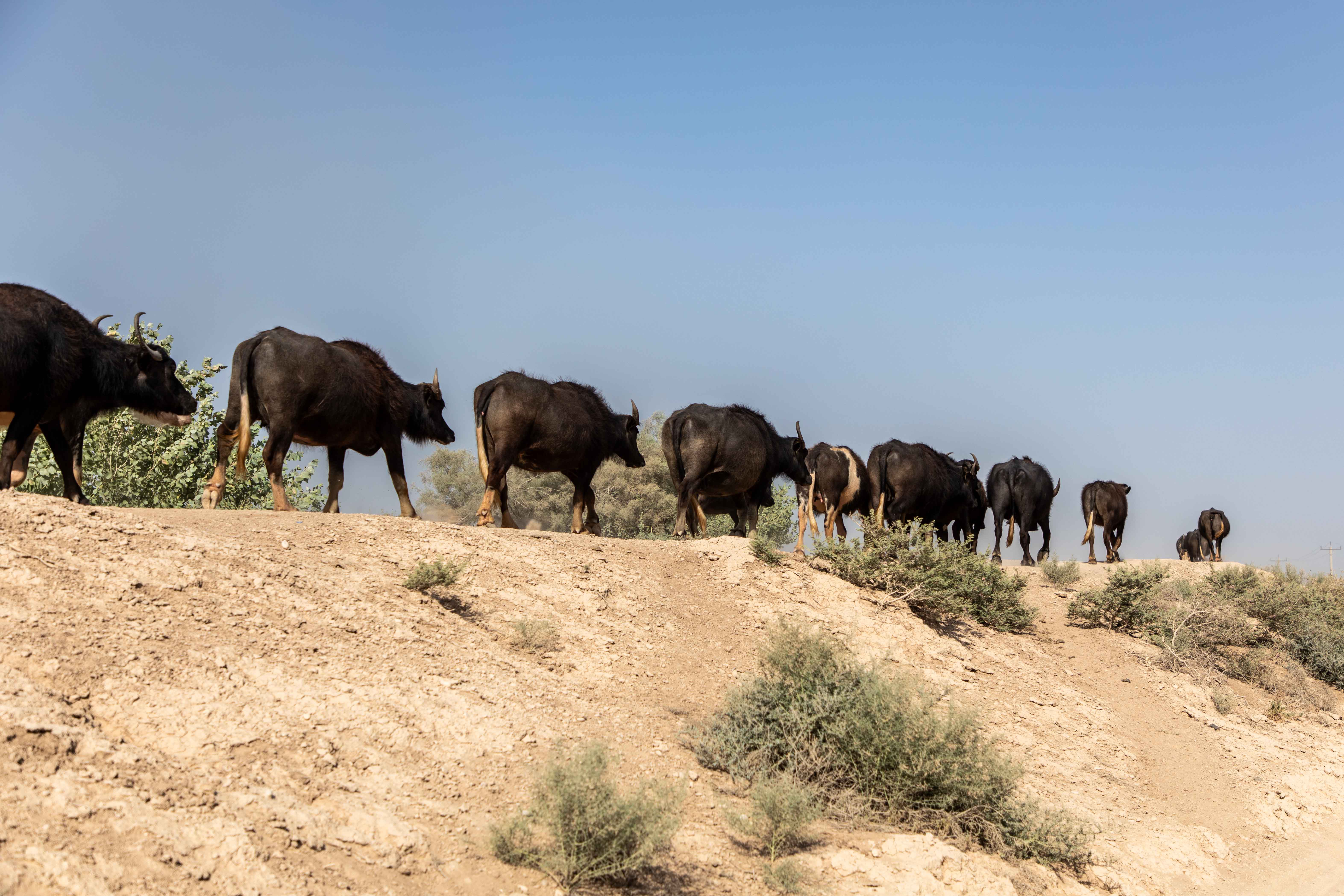
گاومیش‌ها

استان خوزستان دارای بیشترین تنوع دامی در کشور است؛ تنوع نژادی دام‌هایی مانند شتر، اسب اصیل عرب، گوسفند عرب و بختیاری، گاو بومی، گاو نجدی، بز نجدی و گاومیش‌ها در هیچ‌جای دیگر کشور، به‌صورت متمرکز و در یک‌جا، یافت نمی‌شود.حدود سه میلیون رأس دام سبک (گوسفند و بز) و ۵۷۰ تا ۶۰۰ هزار رأس دام سنگین شامل گاومیش، شتر و گاو در خوزستان وجود دارد؛ ۱۰۰ هزار رأس گاومیش در کشور وجود دارد که بیشترین میزان آن در خوزستان و تعداد اندکی در سایر استان‌هاست. گاومیش یکی از دام‌های بومی ایران بوده و از دو هزار و ۵۰۰ سال قبل از میلاد مسیح در سرزمین بین‌النهرین و دره ایندوس اهلی شده است. صنعت گاومیش‌داری در خوزستان نسبت به دیگر استان‌های کشور بیشترین شاغل را دارد؛ در واقع، این استان با داشتن بیش از ۸۵ درصد این دام سنگین، قطب این صنعت محسوب می‌شود. با این وجود، خوزستان از جمله استان‌هایی‌ست که با بلایای مختلف طبیعی از جمله خشکسالی و سیل و بیماری مواجه بوده است، بنابراین ریسک نگهداری و پرورش دام در آن بالاست. در سال‌های اخیر با افزایش هزینه‌های نگهداری دام، شاهد کوچ ابدی تعداد بسیاری از گاومیش‌ها بوده‌ایم. مشکل دیگر هزینه خوراک دام‌هاست که چندین برابر شده است. علاوه بر این، بیمه گاومیش‌ها تنها بخش کوچکی از خسارات گاومیش‌داران را پوشش می‌دهد. تداوم این روند و همچنین قیمت مناسبی که عراقی‌ها بابت خرید گاومیش خوزستانی پرداخت می‌کنند، آینده این صنعت را در خوزستان و به تبع آن، در کشور در هاله‌ای از ابهام قرار می‌دهد؛ به‌گونه‌ای که در شرایط فعلی، گاومیش‌داری را باید صنعتی در حال انقراض دانست.

### صید ماهی
تالاب هورالعظیم از مهم‌ترین آب‌های شیرین ایران، محل زندگی و پرورش ماهیان مختلف بوده است. اما متأسفانه، این تالاب با مشکلاتی مانند کاهش منابع آبی، آلودگی و تغییرات زیست‌محیطی روبروست. بر اساس آمارها، تا سال گذشته، حدود ۷۰ درصد از زمین‌های اطراف تالاب به تراکم نیشکری دچار شده که این موضوع باعث کاهش جریان آب و از بین رفتن محیط زیست تالاب شده است. تراکم نیشکری یک مسئله جدی زیست‌محیطی برای ماهیگیری‌ست؛ زمانی که نیشکر زیادی در آب تالاب حل شده و تراکم آن افزایش یافته باشد، سطح کربن آلی در آب بالا می‌رود؛ تغییرات شیمیایی‌ای که می‌تواند محیط زیست را برای ماهیان ناسالم کند و به کاهش جمعیت ماهیان بیانجامد. این موضوع چالش‌هایی را برای صیادان و متولیان محیط زیست محلی ایجاد می‌کند و باعث کاهش دسترسی به ماهیان جهت صید می‌شود.
از سوی دیگر، تخریب محیط زیست منطقه، باعث از بین رفتن تنوع زیستی تالاب شده است. آلودگی آب و هوا نیز از دیگر مشکلاتی‌ست که به مرور زمان و با فعالیت‌های صنعتی و شهری در اطراف تالاب، تشدید می‌شود.

### کشاورزی
براساس نتایج آمارگیری زراعت در سال آبی ۱۳۹۶–۹۷ که از سوی مرکز آمار ایران منتشر شده است، استان خوزستان با داشتن ۸۸۹٫۳۷۹ هکتار، ۱۴٫۳٪ از کل اراضی زراعی کشور را در اختیار دارد. این استان با برداشت ۱۳٫۴۱۷٫۳۷۸ تن محصول از اراضی زراعی که ۲۱٪ از مجموع محصولات زراعی تولیدی کشور را در بر می‌گیرد، دارای بیشترین مقدار تولید محصولات زراعی در کشور است. با این حال، بی‌توجهی دستگاه‌های اجرایی به تأمین حقابه تالاب هورالعظیم و صادر شدن مجوز کشت برنج در استان خوزستان از سوی وزارت جهاد کشاورزی، با وجود شرایط خشکسالی، تراز آب در برخی بخش‌های هورالعظیم را به زیر نیم‌متر رسانده و شرایط زیست حیات وحش مجاور این تالاب را در وضعیت بحرانی قرار داده است.
در سی سال گذشته هیچ‌گاه حقابه هورالعظیم به اندازه کافی پرداخت نشده است، اما علت اصلی عدم تأمین این حقابه در دو سال اخیر، افزایش مصرف آب توسط کشاورزان حوضه آبریز کرخه بوده است؛ کشاورزانی که زمین‌هایشان بر اثر وقوع سیل شدید و عدم مهار سیلاب به‌شدت آسیب دیده بودند، در سال‌های بعدی اجازه یافتند تا در زمین‌های زراعی خود برنج بکارند. این در حالی‌ست که طبق مصوبه کمیته سازگاری با کم‌آبی وزارت نیرو، برنج‌کاری در استان خوزستان به‌طور کامل ممنوع است.

### فقر
منطقه تالاب هورالعظیم به‌عنوان یکی از محیط‌های حساس طبیعی در ایران با مشکلات زیست‌محیطی و امنیتی بسیاری روبرو است. بر اساس آمارها، در سال‌های اخیر، از بین جمعیت محلی، بیش از ۳۰ درصد در شرایط فقر زندگی می‌کنند.
تغییرات آب و هوایی، کاهش منابع آبی و کاهش سطح آب در تالاب‌ها باعث کاهش تولید محصولات کشاورزی و درآمد کشاورزان محلی می‌شود. بیش از ۶۰ درصد از مردم این منطقه به بخش کشاورزی متکی‌اند و نابسامانی در این بخش باعث تضعیف اقتصاد منطقه می‌شود.
از سوی دیگر، مشکلات امنیتی نیز در منطقه وجود دارد. فشارهای اقتصادی و اجتماعی می‌تواند منجر به افزایش جرایم و تضعیف امنیت منطقه شوند؛ آمار نشان می‌دهد که نرخ جرایم در این منطقه بالاتر از میانگین کشوری‌ست.
با توجه به این چالش‌های چندگانه، لزوم توسعه برنامه‌ها و سیاست‌های جامع برای مقابله با فقر و مشکلات امنیتی در منطقه تالاب هورالعظیم خوزستان امری حیاتی به‌نظر می‌رسد. این برنامه‌ها باید شامل توسعه اقتصادی پایدار، مدیریت مؤثر منابع طبیعی و تقویت امنیت عمومی در منطقه باشد.

## چالش‌ها
خشک شدن کلان تالاب (هورالعظیم) میزان وقوع توفان‌های ریزگردی را افزایش داده است و باعث شده استان خوزستان با گرد و غبارهایی بالغ بر حدود ۲۱ برابر استاندارد جهانی، مواجه شود.

### تنش‌های آبی

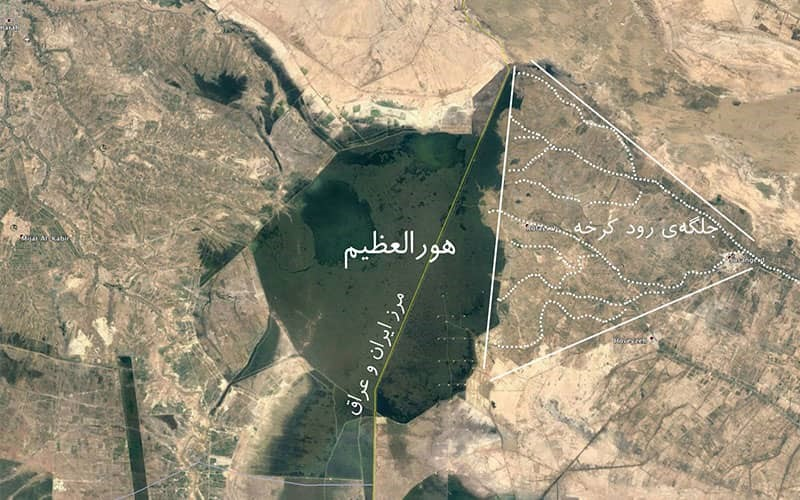
نقشه تالاب هورالعظیم

هورالعظیم همان‌طور که از نامش پیداست تالابی وسیع و بزرگ است؛ تالابی که همین چند سال قبل دو میلیون هکتار وسعت داشت اما روزبه‌روز از وسعتش کاسته شد و حالا کمتر از ۲۰۰ هزار هکتار وسعت دارد. از بزرگی و عظمت این تالاب زیبا همین بس که روزگاری یک سوم کل مساحت کشور عراق را دربر گرفته بود و تا نزدیکی‌های بغداد ادامه پیدا می‌کرد اما حالا تا حوالی بصره عراق می‌رسد و وسعت عظیمی از آن از دست رفته است.

## مخازن آب تالاب هورالعظیم
ذخایر آب تالاب در ایران از رود کرخه و ۱۳ انشعاب آن تأمین می‌شود که انشعاب اصلی آن را می‌توان انشعابات مخزن شماره یک دانست. آخرین تصویر ماهواره‌ای در هشت تیر ۱۴۰۰، میزان آب تالاب را ۷۵ درصد نشان می‌داد که این میزان در تصاویر ۱۱ تیر به ۷۲ درصد رسیده بود. عمق آب مخازن تالاب نیز مختلف است؛ به‌طوری که مخزن شماره یک در برخی نقاط خشک شده است و در برخی نقاط بین ۲۰ سانتی‌متر تا حدود سه متر آب دارد. تصاویر هوایی از تالاب هورالعظیم بی‌فایده است؛ چراکه با وجود مشاهده آب، نمی‌توان عمق آن را تشخیص داد که مسئله اصلی این تالاب است. در واقع با توجه به شرایط دمایی خوزستان، عمق آب تالاب باید زیاد باشد و هر عمقی پذیرفتنی نیست. ۱۲۰ هزار هکتار از مساحت تالاب هورالعظیم به پنج مخزن تبدیل شده است و در حال حاضر آبگیری مخازن شماره یک، دو و سه تالاب از آب شیرین رودخانه کرخه و آب مخازن چهار و پنج از زهاب‌های کشاورزی اراضی بالادست تأمین می‌شود.
بر مبنای پایش‌های تصاویر ماهواره‌ای، ۴۸ درصد از مخزن شماره یک خشک است؛ زیرا به‌خاطر شیب تالاب، بخش‌هایی از آن در هیچ مقطعی از سال آبگیری نمی‌شود و بخش‌هایی نیز به‌دلیل کم‌آبی اخیر اتفاق افتاده است.
مخازن شماره دو، سه و چهار بین ۸۰ تا ۸۳ درصد آبگیرند و مخزن شماره پنج نیز ۵۲ درصد آبگیر است.
در مخازن دو، سه و چهار تالاب، برخی نقاط کم‌آبند و در برخی نقاط دیگر میزان آب تالاب بیشتر به چشم می‌خورد. با توجه به برداشت‌های غیرمجاز در طول مسیر، آب بسیار کمی به تالاب می‌رسد. با تداوم تنش آبی، مرگ‌ومیر گسترده ماهیان رخ خواهد داد؛ موضوعی که به‌واسطه عدم مدیریت آب و هم‌زمانی آن با کشت شلتوک، به مرگ آبزیان رودخانه در محدوده شمال شهرستان حمیدیه تا مدخل تالاب انجامید. در واقع، با افزایش گرمای هوا و تبخیر زیاد، غلظت آب افزایش می‌یابد و اکسیژن آب پایین می‌آید که به مرگ‌ومیر گسترده ماهی‌ها منتهی می‌شود.

## تأثیر سدسازی بر جریان‌های ورودی

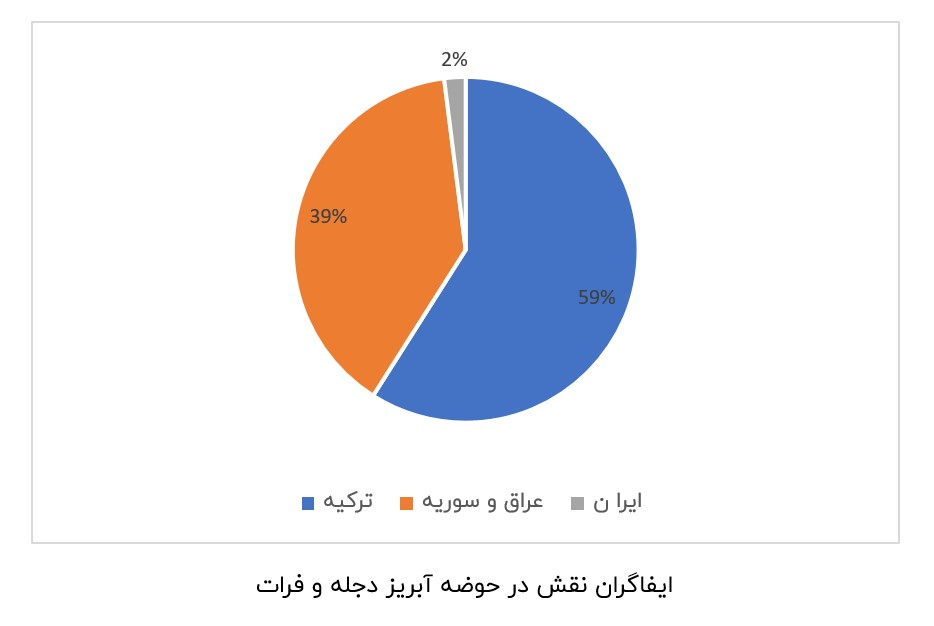
ایفاگران نقش در حوضه آبریز دجله و فرات

رودخانه‌های دجله و فرات از کوه‌های ترکیه سرچشمه می‌گیرند و سپس وارد عراق می‌شوند و بالاخره با الحاق به یکدیگر، سرانجام هر دو به کارون می‌پیوندد که اروندرود (شط العرب)، در پایان به خلیج فارس سرازیر می‌شوند. وضعیت این رودخانه‌ها علاوه بر ترکیه، عراق و سوریه، روی ایران هم اثر می‌گذارد.
در سال‌های گذشته سدسازی‌هایی از سمت کشورهای ترکیه و عراق صورت گرفته است که وضعیت این تالاب را به شدید تحت تأثیر قرار داده است.
طبق پژوهش‌های انجام‌شده، اقدامات ایران هم روی حوضه آبریز دجله و فرات تأثیر داشته، البته کل تأثیر ایران بر این حوضه فقط ۲ درصد است، ترکیه ۵۹٪ و عراق و سوریه نیز ۳۹٪ تأثیرگذار بوده‌اند.

### ترکیه
وضعیت آب در سال‌های اخیر در حوزه آبی دجله و فرات مرتب بدتر شده و جریان آب از ترکیه به سوی این کشورها در مقایسه با سال ۲۰۰۰ میلادی یعنی ۱۷ سال پیش، ۷۵ درصد کمتر شده است. با توجه به این که در این سال‌ها میزان بارندگی فرق عمده‌ای نکرده، این امر گویای آن است که کاهش فعلی ناشی از اقدامات ترکیه است. روش ترکیه در قبال مسائل حقوق بین‌الملل مرتبط با منابع آبی، نوعی برخورد منطبق با ایده حقوق حاکمه مطلق است که بر طبق این ایده یا نظریه «حاکمیت مطلق ارضی» هر دولتی محق است که بدون هیچگونه محدودیتی از منابع منطقه خود بهره بگیرد و بر همین اساس، ترکیه معتقد است با توجه به این که بخش عمدهٔ آب‌های این دو رودخانه از خاک ترکیه سرچشمه می‌گیرد (۹۵ درصد برای فرات و ۴۳ درصد برای دجله)، این کشور حق دارد که از منابع هر طور که صلاح می‌داند و بدون توجه به اثرات آن بر دیگران (از جمله از لحاظ اثرات بر محیط زیست، مثل ایجاد و توسعه ریزگردها) استفاده کند.
ترکیه یکی از سه کشور جهان است که (همراه چین و بروندی) کنوانسیون ۱۹۹۷ سازمان ملل برای مسیرهای آبی را امضا نکرده است اما به این معنی نیست که تعهدی در این زمینه ندارد.
اکنون بیش از ۱۰۴ سد بر روی این دو رود دجله و فرات در خاک ترکیه وجود دارد. از دهه هشتاد، سیاست‌های دولت ترکیه در مهار سرشاخه‌های دجله و فرات جزو افتخارات بسیاری از دولتی‌های این کشور محسوب می‌شد، اما عوارض منفی آن امروز نه‌تنها گریبان گروهی از مردم این کشور، که گریبان مردم سوریه، عراق و حتی خوزستان را گرفته است. پروژه آناتولی جنوب‌شرقی که نزد ایرانی‌ها با نام «گاپ» شناخته می‌شود، ساخت ۲۲ سد روی سرشاخه‌های دجله و فرات را دربرمی‌گیرد.

#### سد آتاتورک
یکی از معروف‌ترین این سدها، سد آتاتورک با حجم مخزن ۴۸ میلیارد متر مکعب است. ساخت این سدها با تغییر جریان رودخانه‌هایی همراه شد که از کشورهای عراق و سوریه عبور می‌کرد. بسته شدن راه بخش عمده آبی که از سوریه می‌گذشت، در تشدید خشکسالی و بحران آب این کشور مؤثر بود. بحرانی که بسیاری، آن را یکی از مهم‌ترین ریشه‌های نارضایتی عمومی منتهی به جنگ داخلی سوریه می‌دانند. با احداث سد آتاتورک روی رود فرات، شرایطی ایجاد شد که در کشور عراق درگیری‌های قومی و قبیله‌ای بر سر آب شکل گرفت و فرایند بیابان‌زایی رشد کرد و همچنین بالغ بر۶۷۰ هزار هکتار مزارع کشاورزی امکان کشت خود را از دست داد و باعث شد ریزگردها به وسیله باد به سمت و سوی ایران کشیده شوند.

#### سد ایلیسو
این سد که بر روی رود دجله در استان «ماردین» در جنوب شرق ترکیه ساخته شده است، در سال ۲۰۱۸ افتتاح شد. سد «ایلیسو» گنجایش ۴۳ میلیارد متر مکعب (گنجایش ۳ برابر سد کرخه) آب را دارد و پس از سد آتاتُرک، دومین سد بزرگ ترکیه محسوب می‌شود. با احداث این سد از ورود ۵۶ درصد منابع آب دجله به ایران و عراق جلوگیری می‌شود.

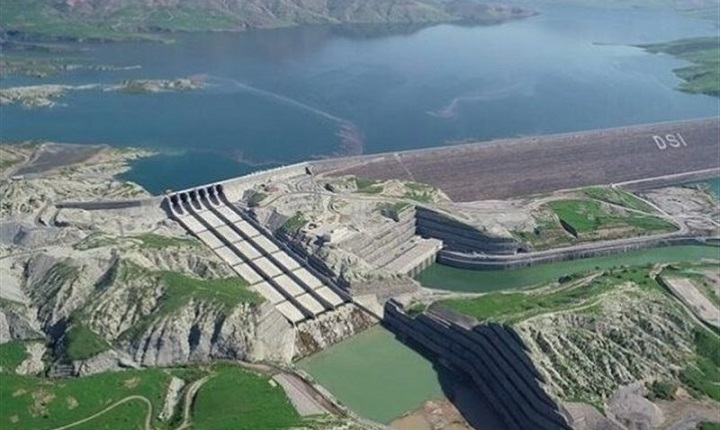
سد ایلیسو

این سد که در جنوب شرق ترکیه، بر روی رود دجله احداث شده، محیط زیست ایران را به خود وابسته کرده است؛ چراکه دجله مستقیماً از ترکیه وارد عراق می‌شود و عراق را آبیاری می‌کند و سرانجام به تالاب هورالعظیم می‌رسد. با احداث این سد حق‌آبه رود دجله توسط دولت ترکیه نادیده گرفته خواهد شد و خشک شدن تالابهای مرکزی عراق و سوریه، تبدیل تالاب هورالعظیم به بزرگ‌ترین کانون بحرانی ریزگرد در منطقه، درگیری ۲۵ استان غربی و مرکزی کشورمان با معضل ریزگردها از آثار حذف حق‌آبه دجله توسط ترکیه خواهد بود.

### عراق
کشور عراق نیز از سال‌ها قبل با نصب حدود ۳۰ دریچه و سد، مانع از جریان اصلی آب به‌سمت بخش ایرانی تالاب هورالعظیم شده است.
وقتی این کشور در زمان صدام نهر پنجم را احداث کرد و مسیر دجله را به بهانه توسعه اراضی کشاورزی به سمت شمال بصره تغییر داد، در واقع مهم‌ترین ضربه را به هورالعظیم وارد کرد و آن را به چشمه بزرگ تولید گرد و غبار تبدیل کرد.
همچنین دولت وقت عراق در زمان جنگ ۱۹۹۱، برای اسکان پناهجویان و جنگ‌زدگان اقدام به خشک‌کردن این منطقه کرد. تا اینکه در سال ۲۰۰۳ نشستی با حضور کارشناسان محیط زیست در عراق برگزار و برنامه‌ای پنج‌ساله برای احیای تالاب تدوین شد.
از جمله سدهایی که کشور عراق بر روی رودخانه دجله زده است می‌توان به موارد زیر اشاره نمود:

#### سد بادوش
یک سد و نیروگاه برقابی که در بادوش در استان نینوا واقع شده است.

#### سد موصل
این سد در مسیر رود دجله، در ۴۰۰ کیلومتری بغداد و ۵۰ کیلومتری شمال شهر موصل در شمال استان نینوا قرار گرفته است که بزرگ‌ترین سد عراق و چهارمین سد بزرگ خاورمیانه است. این سد در سال ۱۹۸۶ احداث شده است و ۳٫۲ کیلومتر طول و ۱۳۱ متر ارتفاع و ذخیره آبی معادل حدود ۱۱ میلیارد متر مکعب دارد.

#### سیل‌بند سامرا
یک سد و نیروگاه برقابی در عراق است که در استان صلاح‌الدین واقع شده است.

#### سیل‌بند کوت
سدی در عراق که در استان واسط واقع شده است.

### سوریه
سوریه هم با احداث سد اسد که ۱۱ میلیارد متر مکعب، سه برابر کرخه به‌عنوان بزرگ‌ترین سد ایران، گنجایش دارد، ورودی فرات را به عراق کاهش داده و باعث شد در این کشور تولید و گرد و غبار افزایش پیدا کند؛ باتوجه به جهت وزش باد از غرب به شرق این مسئله روی ایران نیز اثر گذاشته است.

## حقابه تالاب
به گفته یک کنشگر محیط زیست، تا چند سال قبل حرفی از سهم آب برای تالاب نبود و قرار بود که این آب به‌صورت طبیعی تأمین شود، نه اینکه از آب رهاشده، سهمی به تالاب تعلق بگیرد. در ادامه، راهکارهایی برای حقابه هورالعظیم شکل گرفت که حدود یک میلیارد و ۴۰۰ میلیون متر مکعب سهم آب تالاب در شرایط خشکسالی در نظر گرفته شد. شرایط موجود نشان می‌دهد که این مقدار کافی نبوده است. بی گمان در صورتی که گرمای هوا و متعاقب آن، تبخیر آب تداوم داشته باشد و همچنین حقابه تالاب تأمین نشود، وضعیت آب هورالعظیم بدتر از گذشته خواهد شد. این تالاب برای اینکه به شرایط عادی برگردد، به ۵۰۰ تا ۶۰۰ میلیون مترمکعب آب در چهار ماه نیاز دارد. مدیرکل حفاظت محیط زیست خوزستان معتقد است که بازه زمانی تأمین حقابه تالاب باید منطبق با نیازهای آبی آن باشد. طبق مصوبه سازمان آب و برق خوزستان در اردیبهشت ۱۴۰۰ تعیین شد که حقابه خردادماه تا شهریور، ۲۴۹ میلیون مترمکعب آب برای رودخانه کرخه و تالاب هورالعظیم باشد که کمتر از یک‌ششم حقابه تالاب بود.

## استخراج نفت

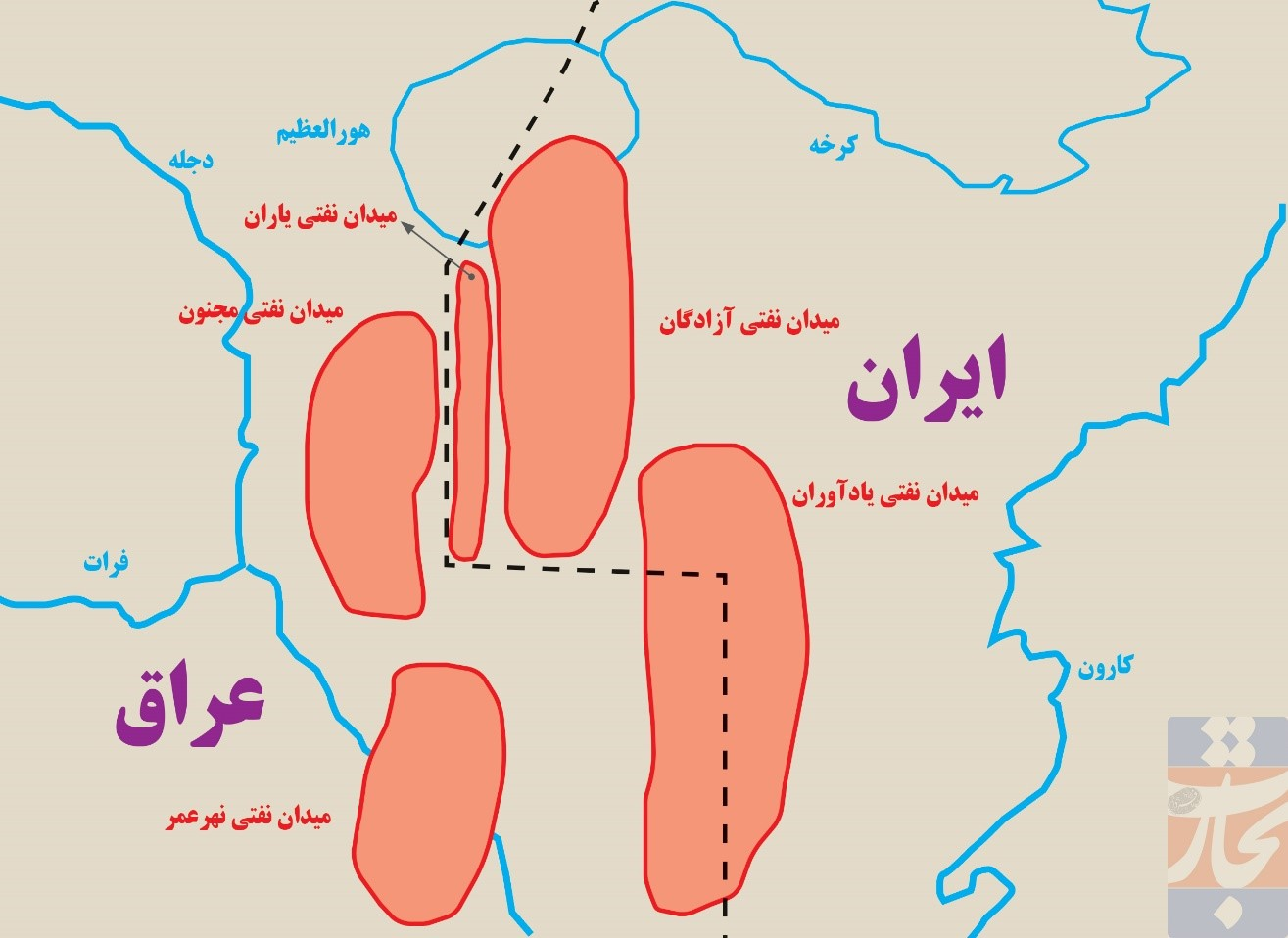

نفت و گاز در حقیقت یک ثروت بین نسلی‌اند که در کشور ما جزو انفال به‌شمار می‌روند و درآمدهای حاصل از فروش نفت، گاز و میعانات گازی به حسابی ارزی که به‌نام دولت جمهوری اسلامی ایران، نزد بانک مرکزی است، واریز می‌شوند.
درآمدهای نفتی به چهار بخش اصلی تقسیم می‌شود: صندوق توسعه ملی ۴۰٪، شرکت ملی نفت ایران ۱۴٫۵٪، مناطق توسعه‌نیافته نفت‌خیز و گازخیز ۳٪ و سهم دولت ۴۲٫۵٪ است. اگر سهم شرکت نفت و صندوق توسعه ملی را به‌عنوان سرمایه‌گذاری در طرح‌های توسعه‌ای در نظر بگیریم، حدود ۵۵٪ از درآمدهای نفتی صرف سرمایه‌گذاری‌های مولد می‌شود.
ناگفته پیداست که بخش عمده‌ای از نفت و گاز استخراج شده، از ذخایر استان خوزستان و میادین غرب کارون حاصل می‌شود
- میدان نفتی آزادگان

میدان آزادگان درجنوب غربی ایران، در ۸۰ کیلومتری غرب اهواز و در نزدیکی شهر سوسنگرد، در مجاورت مرز ایران و عراق قرار دارد. عملیات اکتشاف از این میدان از دهه ۱۳۵۰ آغاز شد و تا دهه ۱۳۷۰ ادامه یافت. عملیات توسعه این میدان نیز از اواسط در دهه ۱۳۸۰ آغاز شد. تاکنون چهار لایه تولیدی در میدان آزادگان شناسایی شده است. اهمیت این میدان علاوه بر ذخایر بسیار زیاد، به این دلیل برداشت سریع طرف عراقی، به‌مدد فن‌آوری و سرمایه‌گذاری خارجی‌ست؛ نام میدان در طرف عراقی «مجنون» است. قرارگیری بیشتر مساحت آزادگان در بخش شمالی، در تالاب هورالعظیم، عملیات توسعه‌ای آن را با دشواری‌های مربوط به رعایت ملاحظات زیست‌محیطی روبرو کرده است. محدودیت دیگر عملیاتی در این میدان، مربوط به مین‌گذاری‌های زمان جنگ است. به‌دلیل وسعت زیاد میدان آزادگان، توسعه آن به دو بخش آزادگان شمالی و جنوبی تقسیم شده است؛ از جاده شط علی به بالا آزادگان شمالی و پایین این جاده، آزادگان جنوبی نام دارد. طول میدان در بخش ایرانی حدود ۴۵ الی ۶۰ کیلومتر، عرض آن حدود ۱۷ کیلومتر و مساحت آن به‌طور تقریبی ۹۰۰ کیلومتر مربع است.
مجموع نفت درجای مخازن این میدان بیش از ۳۴ میلیارد بشکه و نفت قابل استحصال آن در حدود ۲ میلیارد بشکه برآورد می‌شود.
الف. میدان آزادگان شمالی
میدان آزادگان شمالی مساحتی حدود ۴۶۰ کیلومتر مربع را داراست. این میدان در ۱۲۰ کیلومتری جنوب غربی اهواز، در منطقه مرز مشترک ایران و عراق و عمدتاً در تالاب هورالعظیم واقع شده است.
میزان نفت درجای این میدان در حدود ۵/۸۶ میلیارد بشکه و نفت قابل استحصال آن ۴۲۰ میلیون بشکه برآورد می‌شود.
فاز اول طرح توسعه این میدان، در قالب قرارداد بیع متقابل، توسط شرکت ملی نفت چین (CNPCI) انجام شده و در حال حاضر از ۵۹ حلقه چاه موجود در میدان، ۷۵٬۰۰۰ بشکه نفت در روز تولید می‌شود. پیمانکار توسعه فاز دوم آزادگان شمالی نیز «CNPCI» است. تاکنون حدود ۱۴ میلیون بشکه نفت از میدان برداشت شده است.
ب. میدان آزادگان جنوبی
میدان آزادگان جنوبی در شمال غربی میدان «یادآوران» و در غرب میدان «جفیر» قرار دارد. میدان آزادگان جنوبی مساحتی در حدود ۴۴۰ کیلومتر مربع، به طول تقریبی ۵/۴۳ کیلومتر و عرض ۱۷ کیلومتر، را در برمی‌گیرد. طرح توسعه این میدان، با هدف ایجاد ظرفیت تولید، فرآورش و انتقال ۳۲۰ هزار بشکه نفت در روز، از طریق حفر ۱۸۵ چاه جدید، در حال اجراست. نفت درجای این میدان ۲۸/۲ میلیارد بشکه و نفت قابل استحصال آن در حدود ۱/۶ میلیارد بشکه برآورد می‌شود. هم‌اکنون تولید این میدان روزانه حدود ۸۵ هزار بشکه نفت خام است.
- میدان یادآوران

میدان یادآوران در مجاورت مرز ایران و عراق در ۷۰ کیلومتری شمال آبادان، ۶۰ کیلومتری جنوب غربی اهواز، ۱۰ کیلومتری جنوب شرقی میدان آزادگان به‌صورت شمالی‌جنوبی در گستره نوار مرزی کشور عراق واقع شده است که از میدان‌های مشترک با میدان نهر عمر (سندباد) یا بلوک ۹ کشور عراق است. این میدان متشکل از دو میدان کوشک و حسینیه است که به ترتیب درسال‌های ۱۳۷۹ و ۱۳۸۱ کشف و پس از اثبات پیوستگی این دو میدان، یادآوران نامیده شدند. تاکنون ۵۵ حلقه چاه در این میدان حفر شده و شرکت مهندسی و توسعه نفت کارفرمای طرح توسعه آن است. نفت درجای میدان ۶/۳۰ میلیارد بشکه و نفت قابل استحصال آن ۲٫۶ میلیارد بشکه تخمین زده شده است. تولید نفت در فاز زود هنگام بیش از ۵۰ هزار بشکه در روز بوده است و هم‌اکنون تولید آن در فاز اول توسعه از طریق ۴۹ حلقه چاه تولیدی به بیش از ۱۱۰ هزار بشکه در روز رسیده است.
میدان یادآوران به‌عنوان «غول جدید نفت» شناخته می‌شود چرا که بررسی‌ها حاکی از افزایش شدید میزان ذخایر آن بالغ بر (۳۴ میلیارد بشکه) است.
- میدان نفتی یاران

میدان یاران در ناحیه دشت آبادان در مجاورت و به‌موازات خط مرزی ایران و عراق و در غرب میدان آزادگان قرار گرفته است. مساحت این میدان در حدود ۱۱۰ کیلومتر مربع است. چاه اکتشافی شماره ۱ یاران در تاریخ ۱۳۸۸ به‌منظور ارزیابی توان هیدروکربوری سازندهای گروه بنگستان و خامی و نیز بررسی گسترش میدان آزادگان حفاری شد. با انجام سه لایه‌آزمایی در سازندهای فهلیان، گدوان و سروک وجود نفت و گاز با پتانسیل خوب در سازند سروک به اثبات رسید. میدان یاران گرچه به نسبت میدان‌هایی چون آزادگان و یادآوران کوچک‌تر است اما به دلیل اشتراک با عراق، اهمیت زیادی داد. در صورت تأخیر دربرداشت از این میدان، بخش قابل توجهی از ذخایر آن توسط عراق تخلیه خواهد شد. ضمن اینکه شیب این میدان به سمت عراق است، یعنی در صورت برداشت عراق به تدریج بخشی از نفت ایران نیز به سمت عراق سرازیر می‌شود.
توسعه این میدان به دو بخش یاران شمالی و جنوبی تقسیم شده است.
الف. یاران شمالی
میدان نفتی یاران شمالی در مجاورت مرز ایران و عراق و در غرب میدان آزادگان شمالی و در مجاورت تالاب هورالعظیم واقع است. میانگین طول و عرض این میدان به ترتیب ۲۴ و ۲٫۹ کیلومتر است که مساحتی حدودی ۶۰ کیلومتر مربع را در برمی‌گیرد. نفت درجای میدان در حدود ۱ میلیارد بشکه و نفت قابل استحصال آن ۵۰ میلیون بشکه تخمین زده شده است. طرح توسعه این میدان با هدف تولید روزانه ۳۰ هزار بشکه نفت خام از طریق حفر ۲۰ حلقه چاه به پایان رسیده است. نفت تولیدی میدان در حال حاضر حدود ۱۵ هزار بشکه در روز است.
ب. یاران جنوبی
میدان نفتی یاران جنوبی در راستای مرز ایران و عراق، در غرب میدان آزادگان جنوبی واقع شده است. میانگین طول و عرض این میدان به ترتیب ۲۰ و ۲٫۵ کیلومتر است که مساحتی حدودی ۵۱ کیلومتر مربع را در برمی‌گیرد. مطالعات نشان داد که این میدان دارای ذخایر قابل توجه نفت است، لذا توسعه این میدان در دستور کار قرار گرفت. نفت درجای میدان در حدود ۵۵۰ میلیون بشکه و نفت قابل استحصال آن ۵۰ میلیون بشکه تخمین زده شده است.
طرح توسعه این میدان با هدف تولید روزانه ۵۰ هزار بشکه نفت خام از طریق حفر ۱۸ حلقه چاه در حال اجراست.
- میدان مجنون

شرکت نفتی شل طی ژوئن ۲۰۱۸ از میدان نفتی مجنون خارج شد و مدیریت آن را به شرکت نفت بصره که متعلق به دولت عراق است، واگذار کرد.
میدان نفتی مجنون عراق در ۶۰ کیلومتری شهر بصره، واقع در جنوب عراق، قرار دارد و میدانی مشترک با میدان نفتی آزادگان ایران محسوب می‌شود.
در بودجه ۲۰۲۱ مصوب پارلمان عراق ۱٫۱۵ میلیارد دلار سرمایه‌گذاری برای توسعه میدان نفتی مجنون اختصاص یافته است.
- میدان سهراب

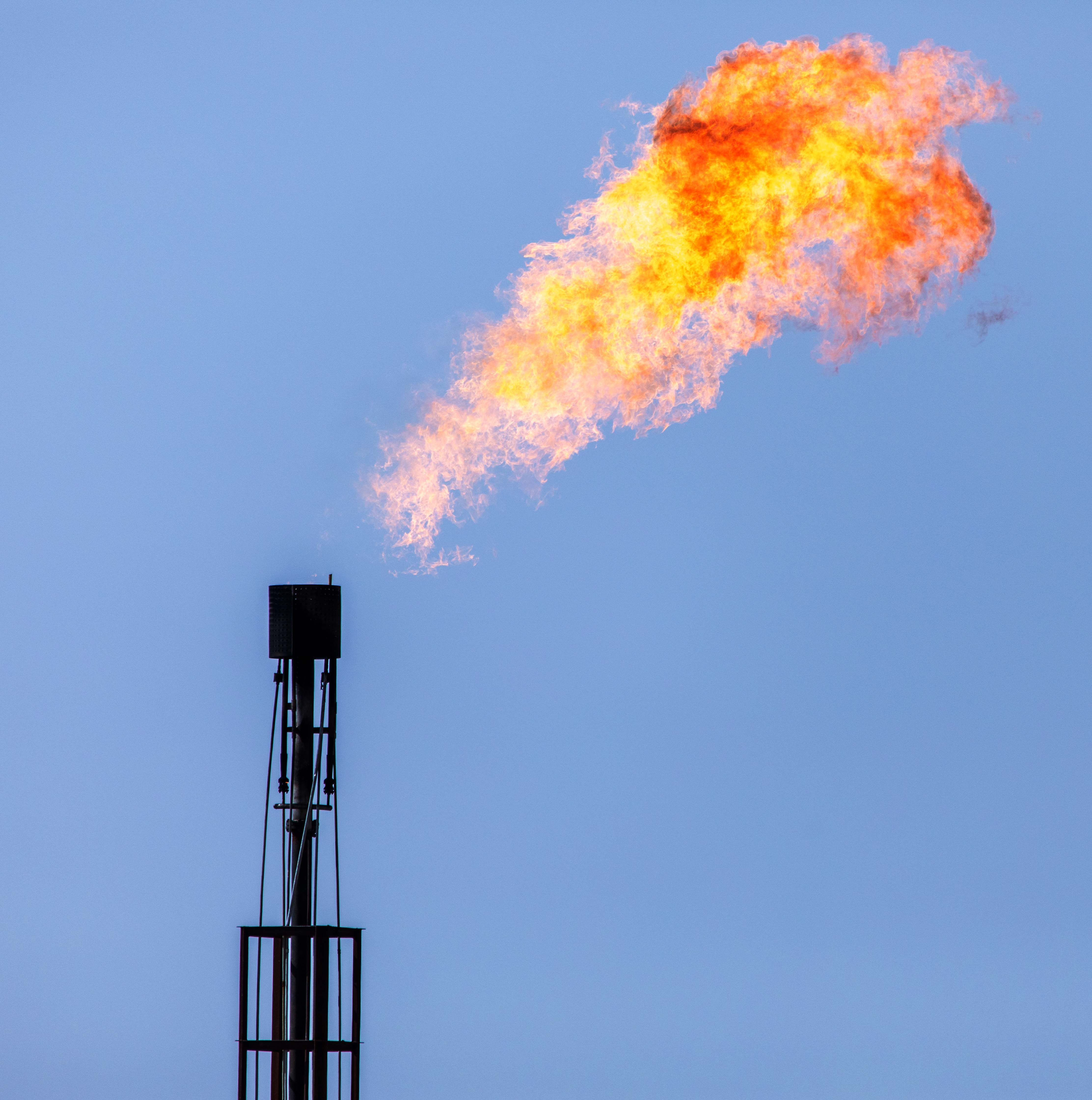
فلر

میدان نفتی سهراب که در مساحتی افزون بر ۲۰ هزار هکتار، بر نوار مرزی جنوب غرب زادبوم مادری، گسترش یافته، با میدان نفتی هویزه عراق مشترک است. ذخایر این میدان بالغ بر ۲ میلیارد بشکه برآورد شده است؛ میدانی که از شمال به بلوک مهر، از جنوب میدان نفتی آزادگان و از جنوب شرقی به میادین بند کرخه، سوسنگر، سپهر و جفیر محدود شده است. پس از حفر دو چاه اکتشافی در بستر تالاب و گذشت حدود ۶ سال، مطالعات توسعه و بهره‌برداری از این میدان به یک شرکت آلمانی سپرده شد؛ مطالعاتی که تنها با رویکرد برداشت بیشتر و راندمان مالی بالاتر انجام شد و مسائل مرتبط با مسئولیت اجتماعی و پایداری زیست‌محیطی را مورد توجه قرار نداده بود؛ از همین رو، طرح مزبور مورد پذیرش واقع نشد. در سال ۱۳۹۹ کار به یک شرکت داخلی سپرده شد؛ شرکت انرژی دانا که طی قراردادی ۲۰ ساله، به‌عنوان سرمایه‌گذار، مجری و بهره‌بردار پروژه، برنامه توسعه و تولید و نگهداشت را در میدان نفتی سهراب بر عهده گرفته بود، با رویکرد بهینه‌سازی زیست‌محیطی، نسبت به بازطراحی پروژه اقدام کرد؛ در طرح این شرکت ۳۴ چاه در ۲۵ ول‌پد پیش‌بینی‌شده در طرح اولیه به ۲۲ چاه در ۸ موقعیت کاهش یافت؛ تغییری که احداث ۸ کیلومتر جاده دسترسی جدید در منطقه حفاظت‌شده را -به‌کل- منتفی می‌کرد.
افزون بر این موارد، در این طرح ۶۹ هکتار استحصال تالاب به ۱۸ هکتار کاهش یافته و در شاخص‌های کلیدی دیگری چون مصرف آب حفاری، مدیریت پسماند حفاری، عرصه جدید استحصال زمین و طول خطوط لوله جریانی، گام‌های بلندی به‌نفع محیط زیست و اقتصادی بومی هورالعظیم برداشته شده است.

## اهمیت محیط زیستی
وجود این تالاب در منطقه، از جهات بسیاری واجد اهمیت است؛ علاوه بر تأثیرات اجتماعی، اقتصادی و زیستگاهی که ذکر شد، تالاب هورالعظیم از منظر محیط زیستی دارای ویژگی‌ها و اهمیت شایانی‌ست.
سراسر هور پوشیده از نی است بنابراین یکی از کارکردهای مهم تالاب، جلوگیری از طوفان شن و گرد و خاک است. تالاب‌ها میزان رطوبت را بالا می‌برند و خشک شدن هورالعظیم در ایران و عراق میزان وقوع طوفان‌های شن را طی سال‌های اخیر افزایش داده و سبب شده است که استان خوزستان در ۳ سال اخیر با گرد و غبارهایی حدود ۲۱ برابر استاندارد مواجه شود.

## پوشش گیاهی
گیاهان کفزی تالاب شامل: نی، جگن (چولان)، لوئی، بردی، تره تیزک. گیاهان شناور در تالاب گونه‌هایی از گیاهان هستند که ریشه در آب داشته، به صورت شناور در سطح یا بخشی از آب زندگی می‌کنند، که شامل: گیاهان قهوه‌ای سبزینه دار؛ تیره گل‌میمونیان. گیاهان سواحل تالاب که در مجموع گیاهانی که در خشکی‌های اطراف و سواحل تالاب هستند را در بر می‌گیرند و شامل: درختان نخل کنار کهور ایرانی گز و پده کاگله، کاهوی وحشی، سورمه صحرائی می‌باشند. مهم‌ترین گونه‌های گیاهی این منطقه عبارتند از: نی، جگن (چولان)، لوئی و نیلوفر آبی.

## پوشش جانوری
گستردگی تالاب، همراه با پوشش گیاهی انبوه، خصوصاً در بخش‌های شمالی و مناطق ساحلی ایران، وجود ذخایره غذایی فراوان و موقعیت پناهگاهی آن و از همه مهم‌تر، قرار گرفتن در مسیر کریدور اصلی مهاجرت پرندگان، از جمله عواملی به‌شمار می‌روند که موجب حضور جمعیت‌های کثیری از انواع پرندگان در تالاب هورالعظیم شده‌اند.
- پستانداران

تنوع جامعه پستانداران در تالاب بسیار محدود است ولی از این نظر که تأثیرات عمیقی بر روی ساختار زندگی انسانی دارد حائز اهمیت است.
از جمله پستانداران معروف کنارزی منطقه تالاب گاومیش است که به صورت اهلی و وحشی زندگی کنند و بیشتر وقت خود را در نواحی ساحلی تالاب می‌گذراند. از سایر پستانداران تالاب می‌توان به گراز، موش دم دراز میان رودان، گربه جنگلی، خدنگ کوچک، شغال، شنگ میان رودان، شنگ معمولی و … اشاره نمود.
- ماهیان

در مجموع بیش از ۱۲ گونه ماهی در تالاب زیست می‌کنند، که عبارتند از: بنی – عنزه- گتان- حمری-شلج- آمور- برزم و بیاه است.
- پرندگان

خوزستان، به‌دلیل دارا بودن اقلیم‌های مختلف، تنوع آب و هوایی و رودخانه‌های پرآب در حاشیه شمال غربی خلیج فارس، زیستگاه‌های متنوعی برای حضور انواع پرندگان داشته و شمار و گونه‌های فراوانی از آنها را در خود جای داده است؛ در استان خوزستان حدود ۴۰۰ گونه پرنده مشاهده و ثبت شده است که در این میان، بیش از ۳۰۰ گونه از آنها در تالاب هورالعظیم دیده می‌شوند، از این تعداد ۲۳ گونه در خطر انقراض‌اند که ارزش حفاظتی بسیار بالایی دارند، تا آنجا که در لیست سرخ اتحادیه بین‌المللی حفاظت از طبیعت (IUCN) قرار گرفته‌اند. برخی از گونه‌های قابل مشاهده در تالاب عبارتند از:
اردک مرمری، اردک سرسفید، حواصیل خاکستری، پرستوی دریایی کوچک، بوتیمار، فلامینگو، یلوه خاکستری و پرندگان شکاری مانند سنقر تالابی.

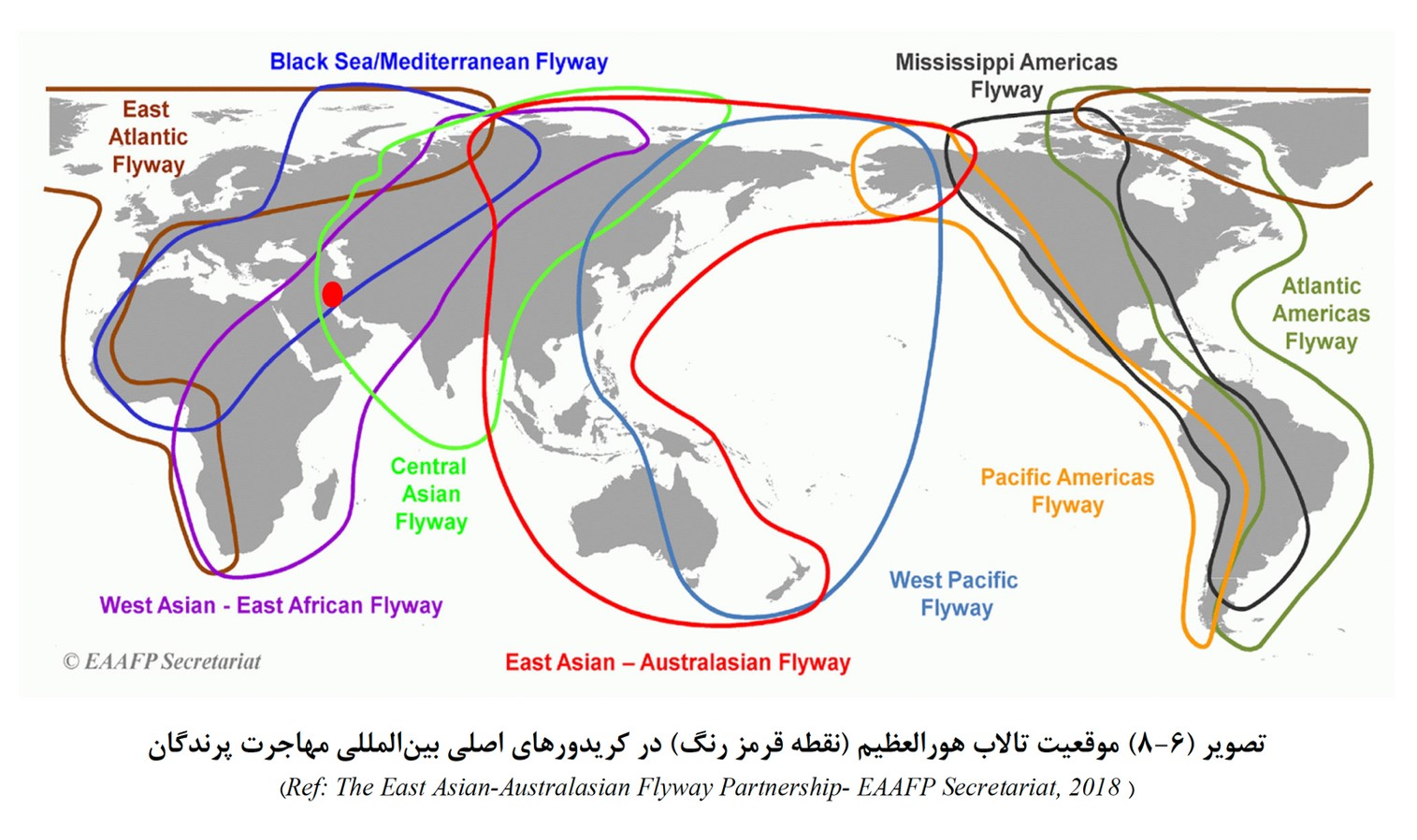

مهاجرت پرندگان: به جابه‌جایی پرندگان بین مناطق تخمگذاری و مناطق زمستان‌گذرانی آنها مهاجرت گفته می‌شود. مهاجرت یکی از جالب‌ترین پدیده‌های رفتاری پرندگان است و این امر از زمان‌های بسیار دور مورد توجه انسان قرار گرفته است. الگوهای متفاوتی از مهاجرت را می‌توان در عالم پرندگان مشاهده کرد؛ مهم‌ترین مهاجرت‌ها به تغییرات فصلی سال وابسته‌اند؛ این مهاجرت‌ها با شروع فصل سرما، کاهش مواد غذایی و تغییرات در طول شبانه‌روز، غالباً از مناطق شمالی قاره‌ها به‌سمت مناطق جنوبی، با شرایط محیط زیستی مناسب‌تر، آغاز می‌شود. موقعیت خاص جغرافیایی و ویژگی منحصربه‌فرد ایران به‌دلیل تنوع زیستگاهی، آب و هوایی و قرار گرفتن در تقاطع گذرگاه‌های سه منطقه اصلی جانوری، موجب شده است تا هرساله شمار بسیار زیادی از پرندگان، به‌ویژه پرندگان آبزی و کنارآبزی، در اواسط فصل پاییز وارد کشور شوند و در اوایل فصل بهار ایران را به سمت زادگاه‌های خود ترک کنند. در این میان، تالاب هورالعظیم، برای سالیان متمادی، جایگاه ویژه‌ای در کریدور بین‌المللی مهاجرت پرندگان ایفا کرده است که این نقش با خشک شدن تدریجی این تالاب با تهدید روبرو شده است.
- دوزیستان

دوزیستان تالاب شامل قورباغه مردابی، وزغ سبز و قورباغه جنگلی ساویگنی است.
- خزندگان

خزندگان تالاب هورالعظیم شامل: طلحه مار، مار چلیپر، مار جعفری، لاک پشت برکه ای خزری و لاک پشت فراتی است.

## تخریب تالاب
منابع طبیعی کلان تالاب (هورالعظیم) از زمان جنگ بین ایران و عراق با تهدید روبه‌رو بوده است. کمبود آب ناشی از احداث سد در مسیر رودخانه‌های منتهی به این تالاب می‌تواند، آسیب‌های قابل توجهی به این زیستگاه وارد کند. پیش از این گزارش شده بود که خشک شدن بخش‌های وسیعی از این زیستگاه عظیم در جنوب غرب ایران نقش مهمی در به راه افتادن توفان ریزگردی و گرد و خاک در منطقه داشته است.
به دنبال فعالیت‌های صنعت نفت در منطقه، ارتباط آبی بین بخش‌های مختلف کلان‌تالاب (هورالعظیم) برقرار نیست و به همین دلیل این تالاب در برخی قسمت‌ها به حالت مرداب درآمده است.